# Henric van Veldekeplein
Het Henric van Veldekeplein is een plein in het centrum van de Nederlandse stad Maastricht. Het gebied behoorde lange tijd tot het bezit van het Sint-Servaaskapittel. Het plein is genoemd naar de Maaslandse dichter Henric van Veldeke.

## Geschiedenis

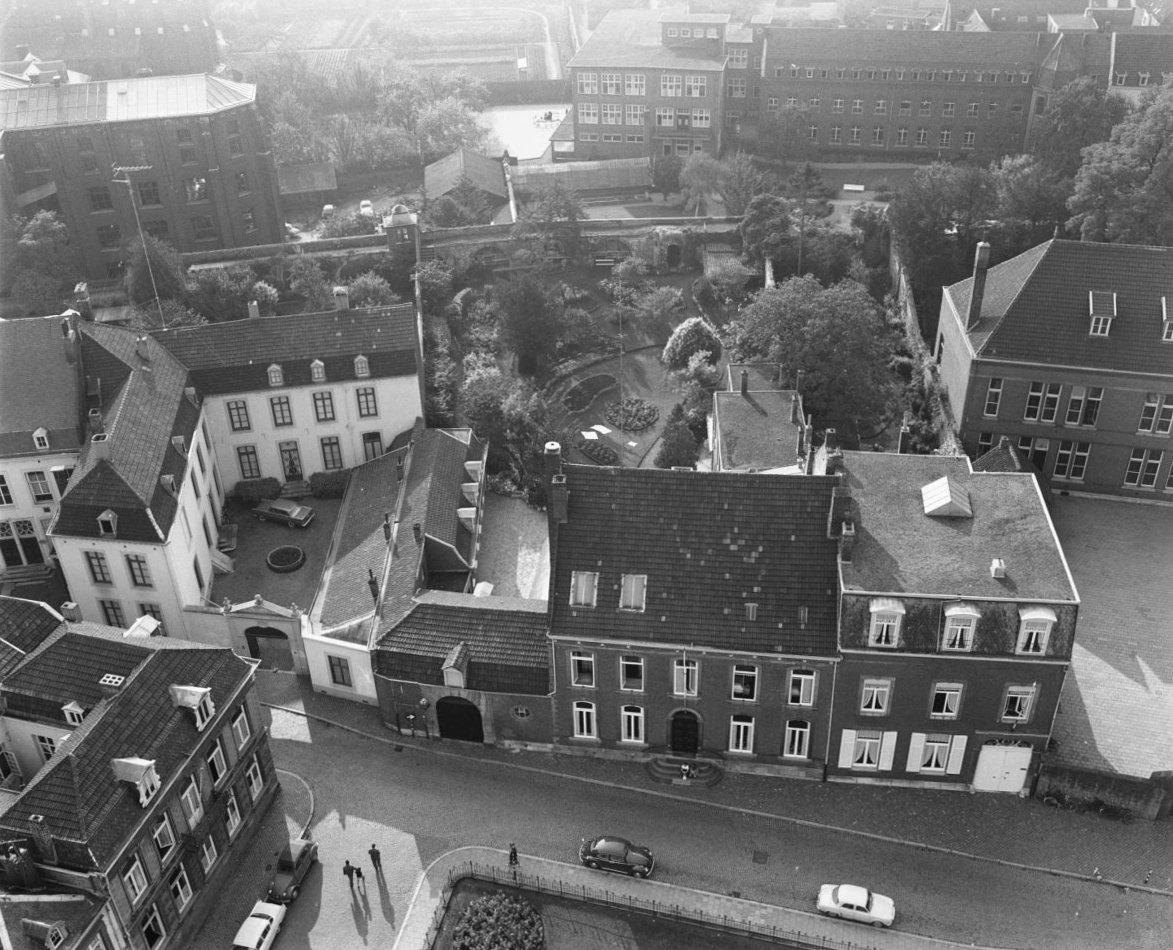
Zicht op het westelijk deel van het plein vanaf de Sint-Janstoren in 1962

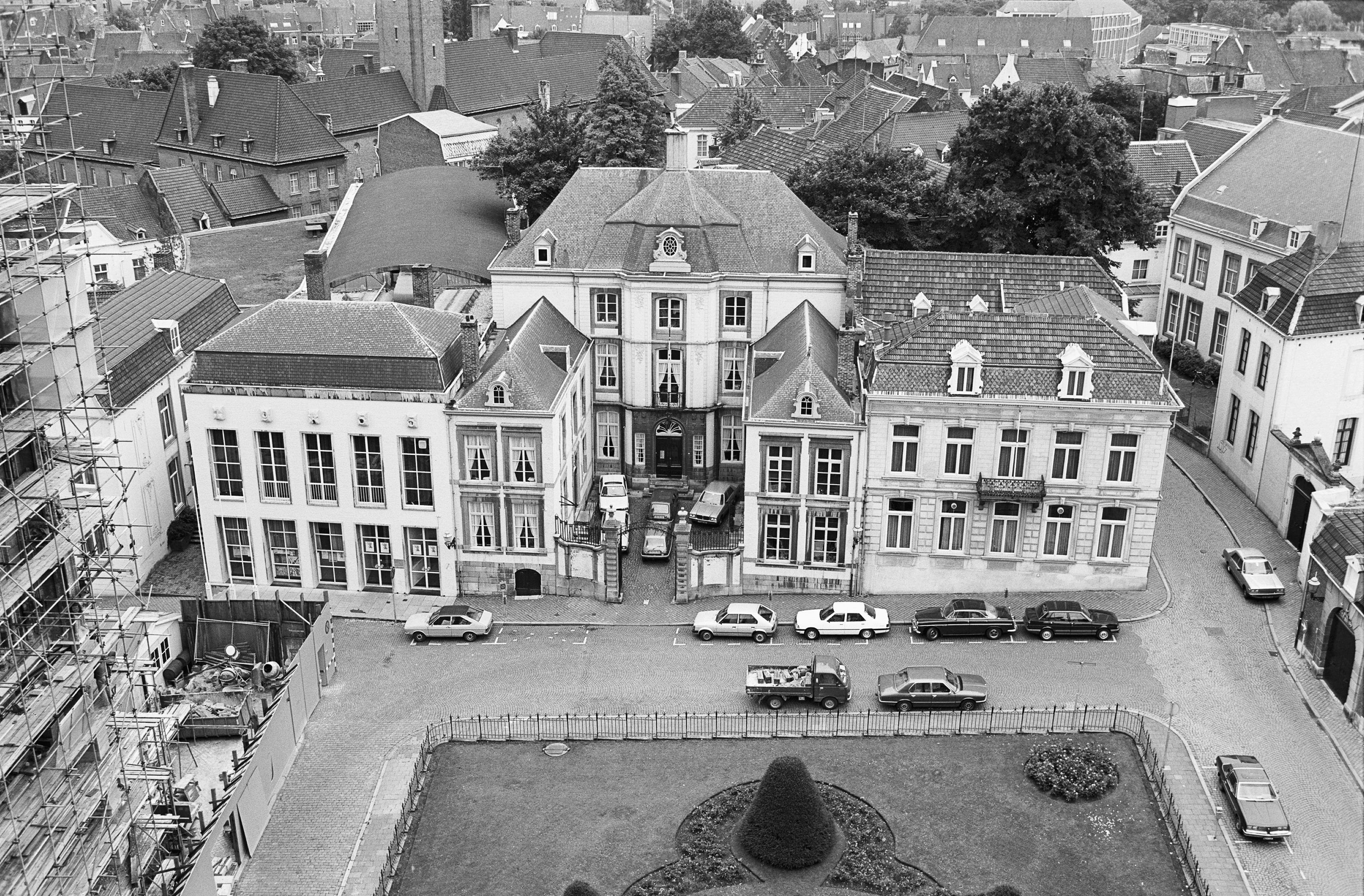
Zicht op het plein vanaf de westwerktoren van de Sint-Servaas tijdens de restauraties in 1983. Links het Staargebouw

Het gebied van het tegenwoordige Henric van Veldekeplein behoorde tot 1795 tot de immuniteit van het rijksvrije kapittel van Sint-Servaas. Hier werd waarschijnlijk al vóór 1200 een parochiekerk gebouwd, de tegenwoordige Sint-Janskerk. Een deel van het huidige plein was in gebruik als parochiekerkhof. Waarschijnlijk vanaf de 12e eeuw leefden de kanunniken niet langer gemeenschappelijk en verrezen langs het Sint Servaasklooster kanunnikenhuizen. Op de noordwesthoek van het plein stond 't Spijker, een grote voorraadschuur, waarin het kapittel onder andere het graan bewaarde, dat het door middel van tiendheffingen en andere belastingen van haar horigen en pachters uit de elf banken van Sint-Servaas had verkregen.
In 1591 werd het Sint-Janskerkhof omheind en beplant met lindebomen. Na de overdracht van de kerk aan de protestanten in 1633 werd het kerkhof opgeheven, maar het gebied bleef deel van de immuniteit van het kapittel. In de Franse tijd werd het voormalige kerkhof Place de la Paix genoemd (naar analogie van het Vrijthof dat de naam Place d'Armes kreeg).
In 1906 werd aan het plein de Staarzaal geopend, een concertzaal die ook voor andere evenementen werd gebruikt. Het gebouw had een uitbundige art-nouveau-gevel in de vorm van een lier, ontworpen door de Luikse architecten Vogelaar & Pirnay. De gevel werd in 1955 gemoderniseerd en in 1997 werd het gebouw gesloopt.
In 1911 werd het raadsbesluit genomen om het pleingedeelte van de straat Sint Servaasklooster om te dopen in Henric van Veldekeplein.. Vanaf dat jaar beijverden een gemeentelijke commissie en een burgercomité zich voor de oprichting van een monument voor de middeleeuwse dichter Hendrik van Veldeke, de auteur van onder andere het Leven van Sint-Servaas. In 1934 werd het bronzen beeld van de dichter naar ontwerp van Charles Vos onthuld. Pas daarna werd de straatnaamswijziging doorgevoerd.
Begin jaren tachtig werden beide aan het plein grenzende kerken gerestaureerd, waarbij de toren van de Sint-Jan zijn opvallende rode kleur kreeg. Het restant van de in 1955 deels verbrande middentoren van Cuypers op het westwerk van de Sint-Servaas werd bij die gelegenheid verwijderd.

## Architectuur en bezienswaardigheden
Aan het plein liggen twee belangrijke middeleeuwse kerken. De noordkant wordt geheel in beslag genomen door het zuidwestelijk deel van de Sint-Servaasbasiliek, waaronder het imposante romaanse westwerk van de Sint-Servaasbasiliek, het vroeg-gotische Bergportaal en de Maasgotische zuidelijke zijkapellen. De oostzijde van het plein wordt gedomineerd door de 79 m hoge toren van de Sint-Janskerk. Aan weerszijden van de Sint-Janskerk lopen steil-naar-beneden-lopende straatjes naar het Vrijthof. Het smalle straatje tussen de twee kerken heet Het Vagevuur.
Van de kanunnikenhuizen rondom het Henric van Veldekeplein hebben er zeven de status van rijksmonument (drie daarvan liggen langs de noordzijde van het plein, waar de officiële straatnaam Sint Servaasklooster luidt). Het indrukwekkendste is het vermeende 'paleis van de hoogproost' op nummer 29-31. In dit U-vormige hôtel particulier uit het tweede kwart van de achttiende eeuw zouden enkele proosten van het Sint-Servaaskapittel gewoond hebben, maar daarvoor is geen bewijs geleverd. De gevels van het hoofdgebouw zijn versierd met rocailles in Lodewijk XV-stijl; de beide zijvleugels zijn 19e-eeuws.
Op de plaats van het gesloopte Staargebouw verrees eind jaren 1990 de Kanunnikencour, een postmodernistisch ensemble van de Luikse architect Charles Vandenhove.
Waar eens de graanschuur ('t Spieker) van het Servaaskapittel stond, staan tegenwoordig de twee heilige bisschoppen van Maastricht, Monulfus en Gondulfus. De bronzen beelden uit 1993 zijn ontworpen door Jef Courtens. Centraal op het plein, te midden van een plantsoen met bloemperken, gras en taxusen, zit op een sokkel van zwart graniet het bronzen beeld van Hendrik van Veldeke.

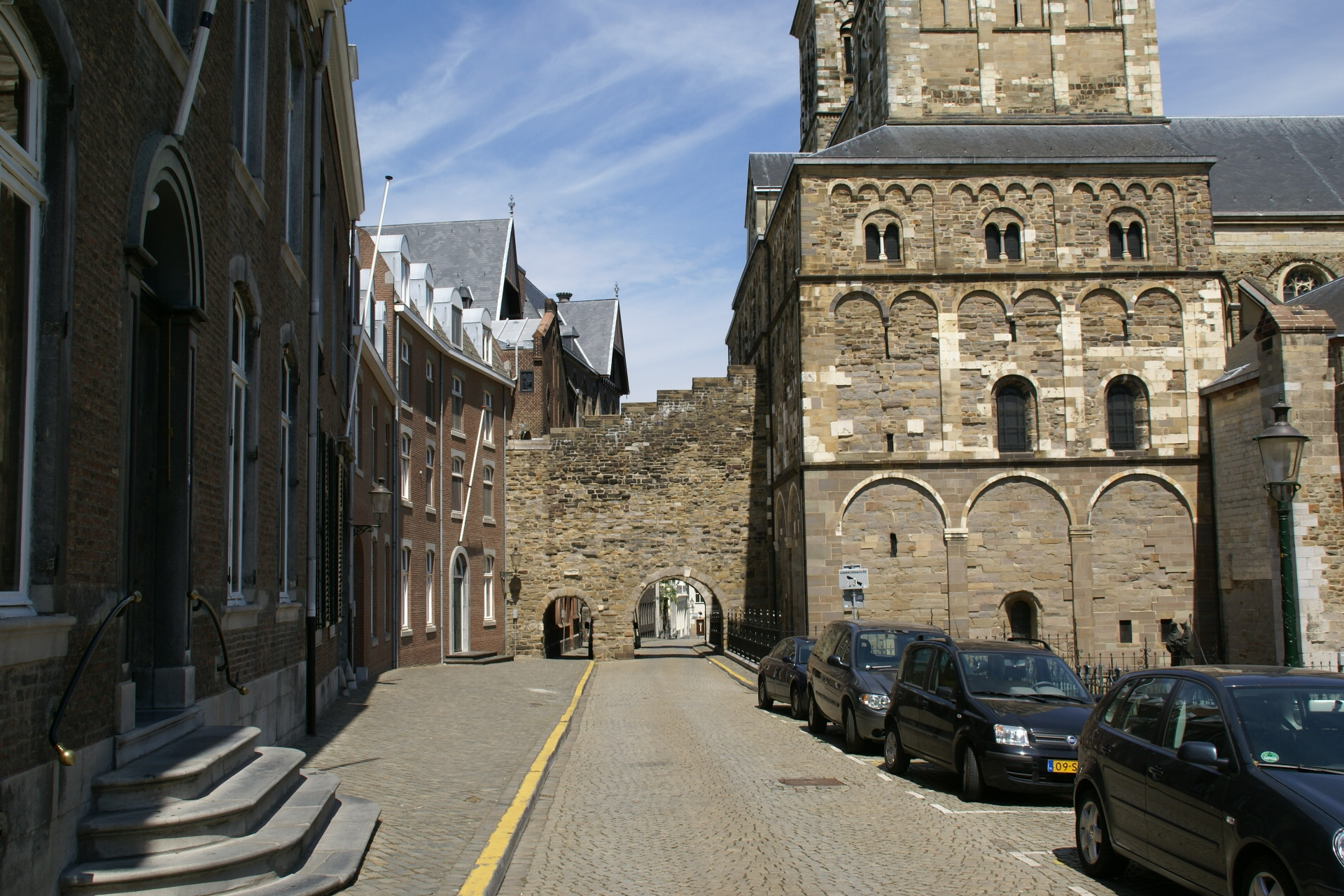
Westwerk Sint-Servaas
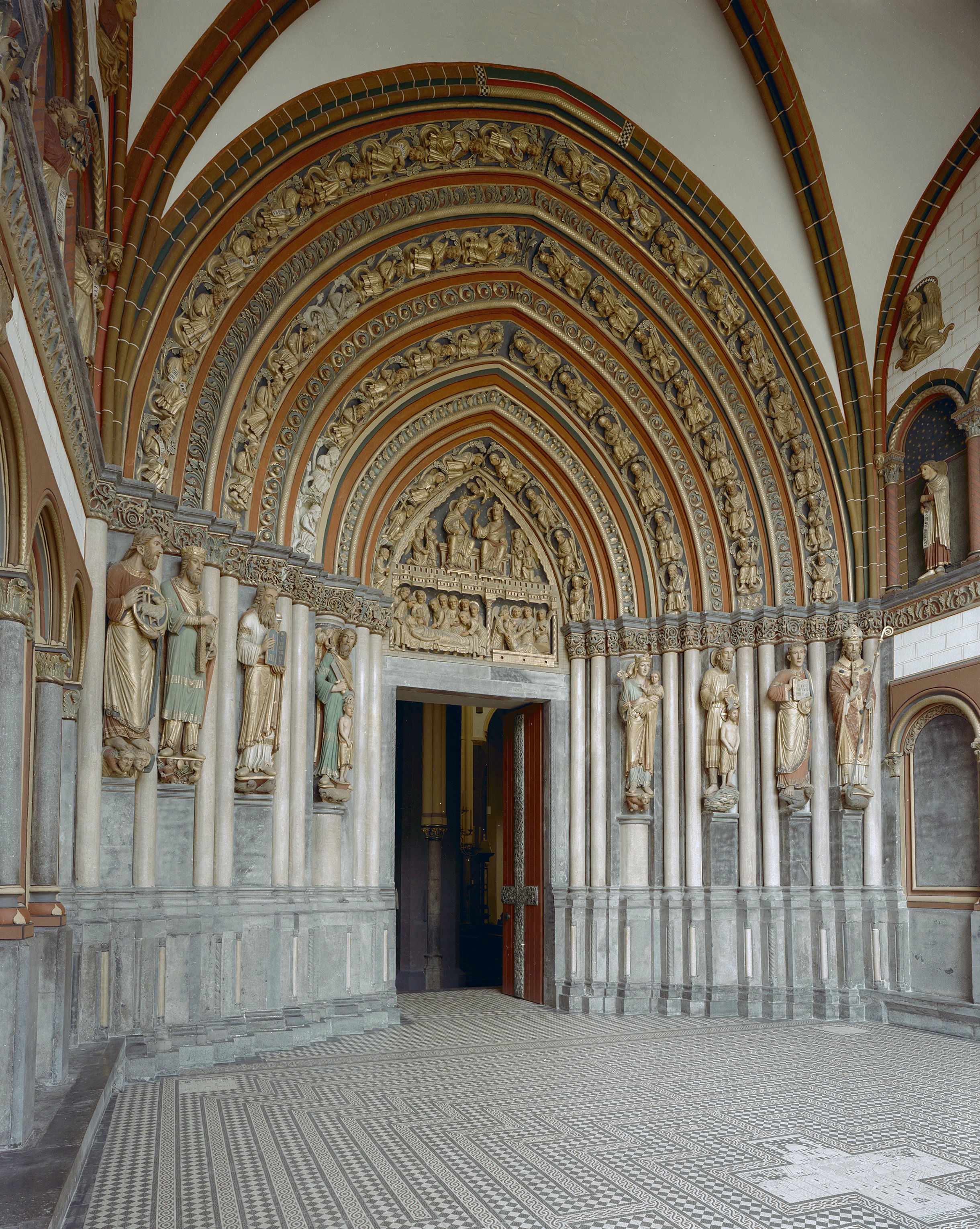
Bergportaal Sint-Servaas
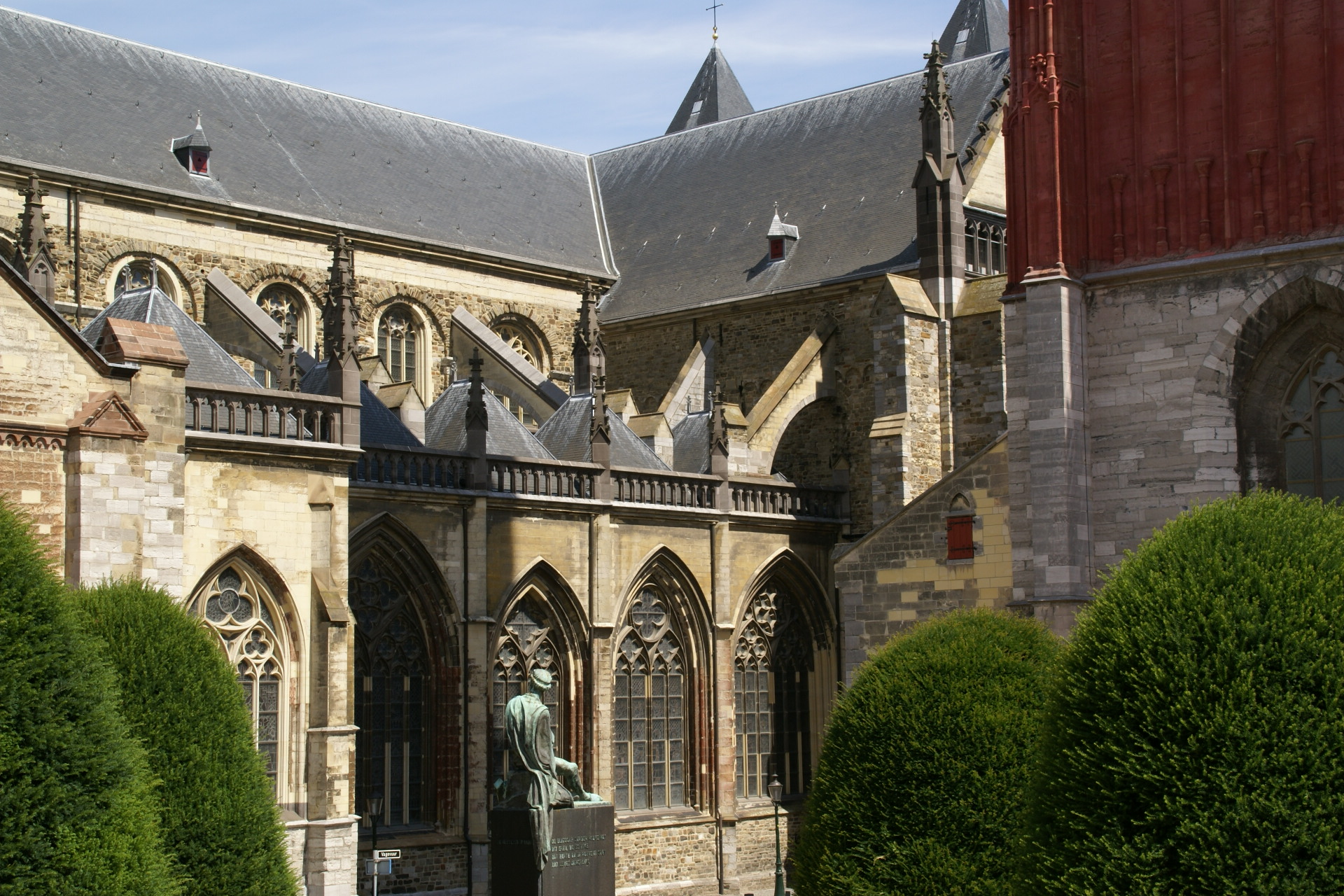
Zuidzijde Sint-Servaas
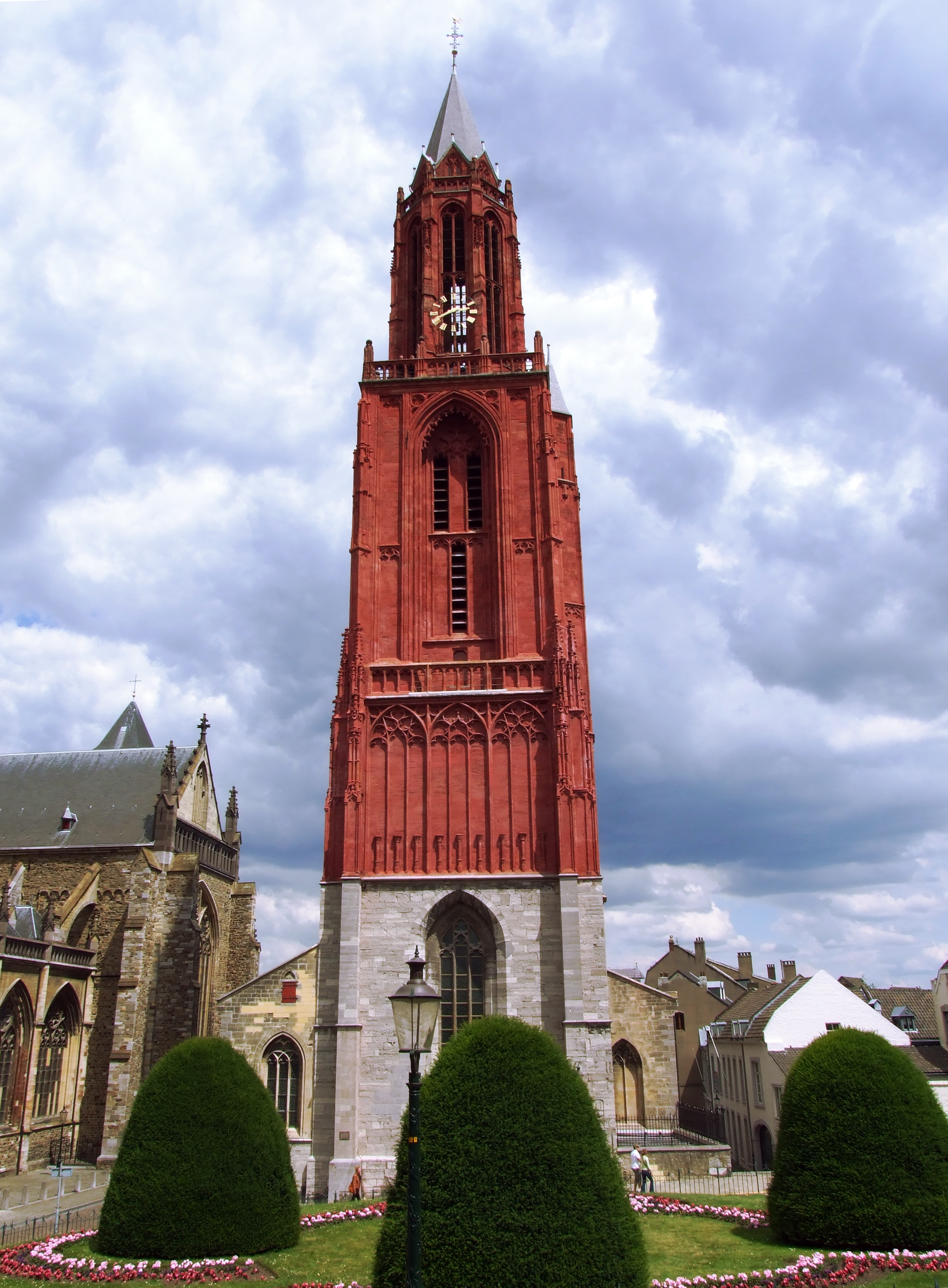
Toren Sint-Jan
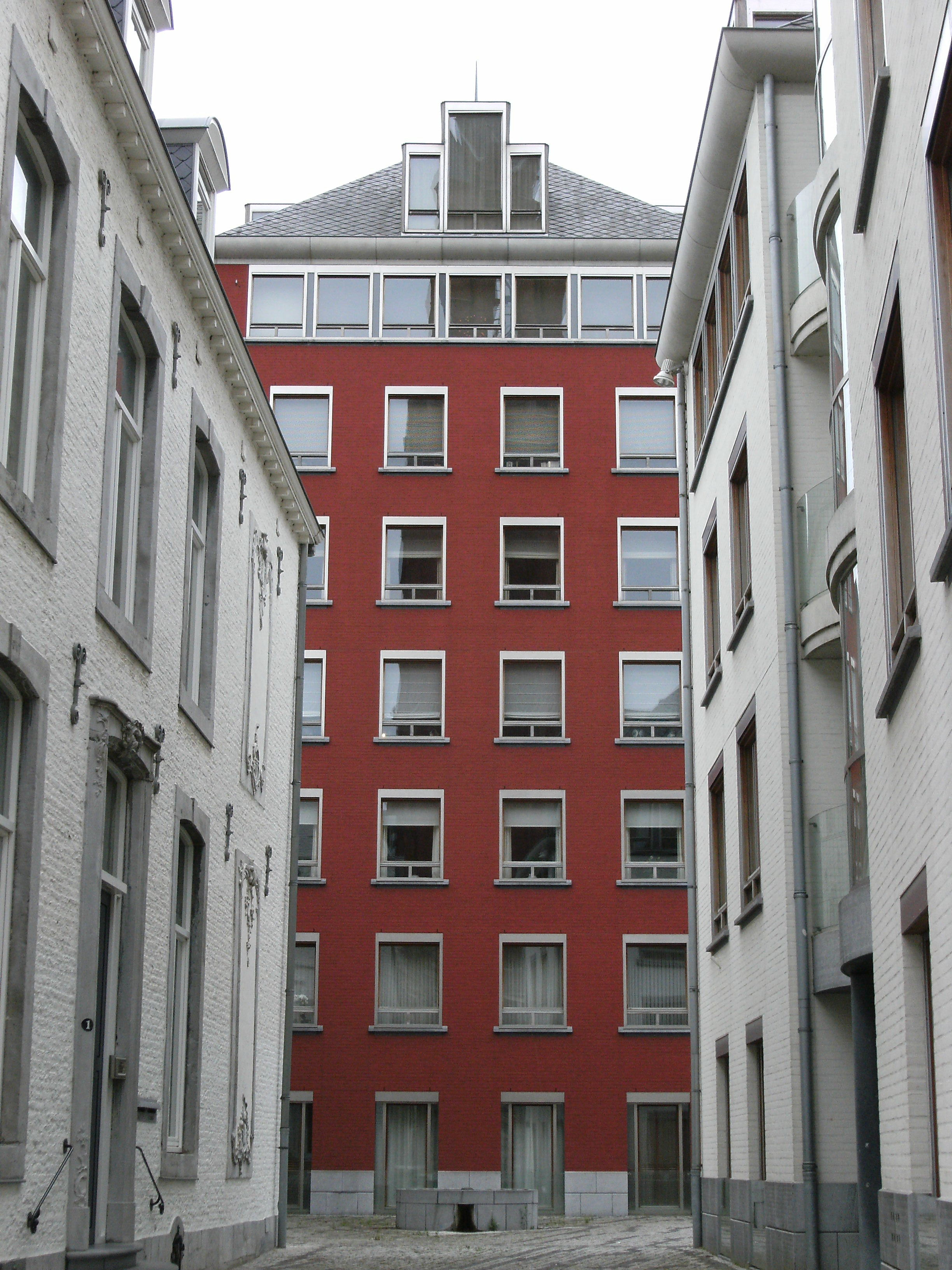
Kanunnikencour
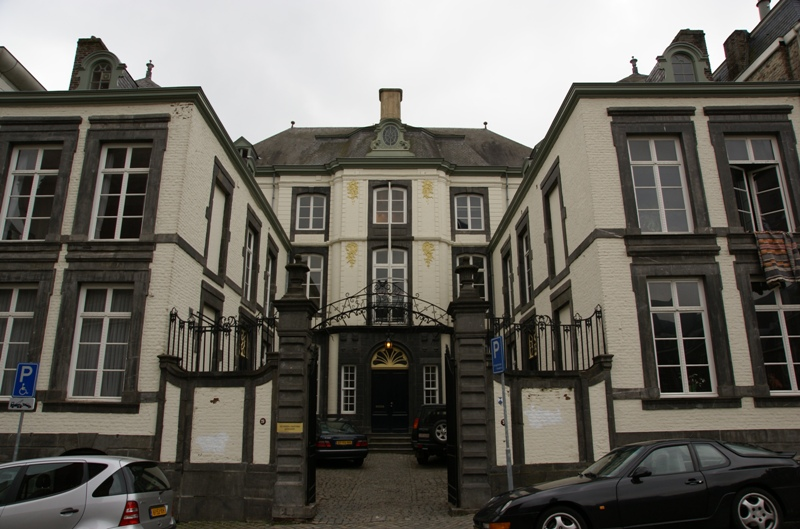
Zgn. 'paleis van de hoogproost'
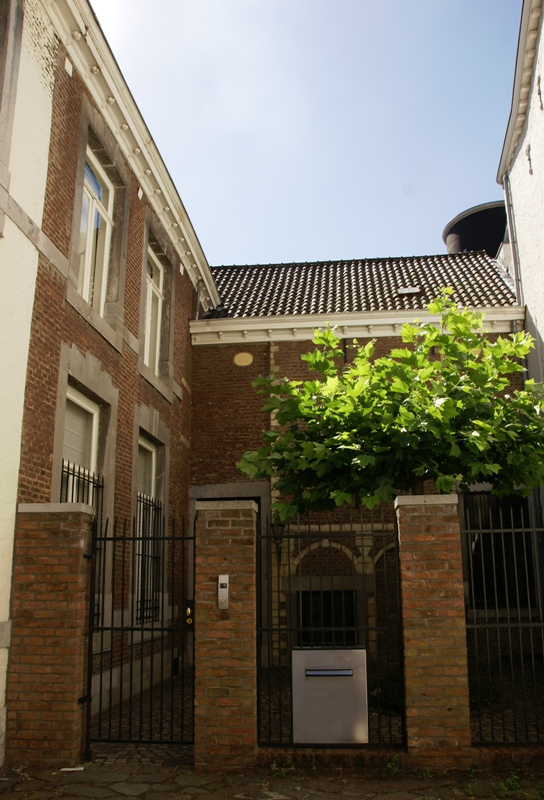
Kanunnikenhuis
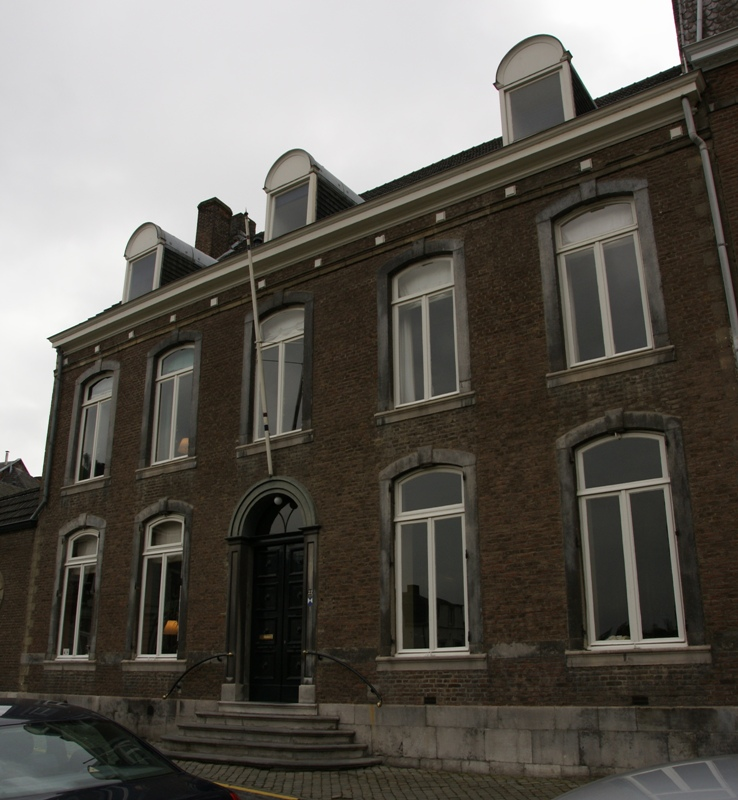
Kanunnikenhuis
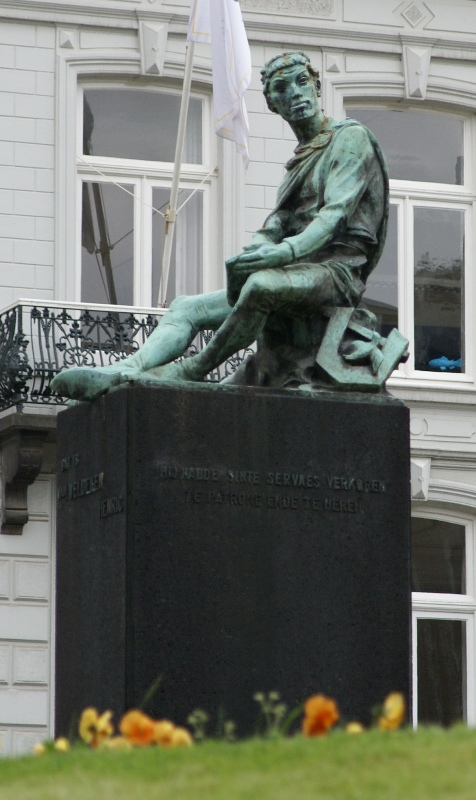
Hendrik van Veldeke
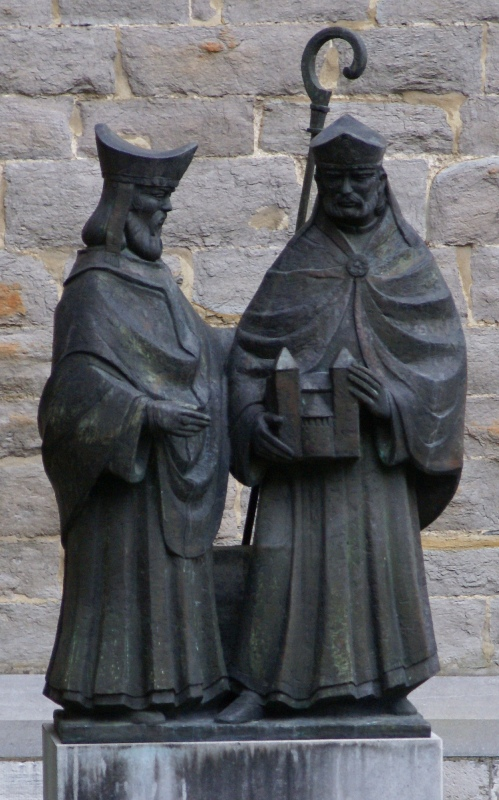
Monulfus en Gondulfus

## Trivia
- In het voormalige kanunnikenhuis op nummer 22 werkte van 1821 tot 1836 Elisabeth Gruyters als huishoudster. In 1837 stichtte zij de Congregatie der Liefdezusters van de Heilige Carolus Borromeus, een congregatie die zich later in de nabijgelegen proosdij van Sint-Servaas zou vestigen. Op hetzelfde adres was gedurende een groot deel van de twintigste eeuw het St. Servatius-Tehuis voor Oude vrouwen gevestigd, dat beheerd werd door het Burgerlijk Armbestuur.[6]
- Rond 1875 woei bij een storm de spits van de Sint-Janstoren. Bij de restauratie door Cuypers van 1877-1885 werd niet alleen het dak hersteld, maar werd de toren ook iets verhoogd door de plaatsing van een achthoekige kroon tussen de lantaarn en de torenspits.[7]
- De onthulling van het Veldeke-monument op 10 september 1934 viel niet alleen samen met de vermeende 1550e sterfdag van Sint-Servaas († 384); men stelde voor het gemak ook het geboortejaar van Hendrik van Veldeke vast op 1134, om zodoende een dubbel jubileum te kunnen vieren.[8]
- In 1951 bestond er een plan om van het plein een openluchttheater te maken. Het plan werd niet uitgevoerd.[9]